# ياسو كونيوشي

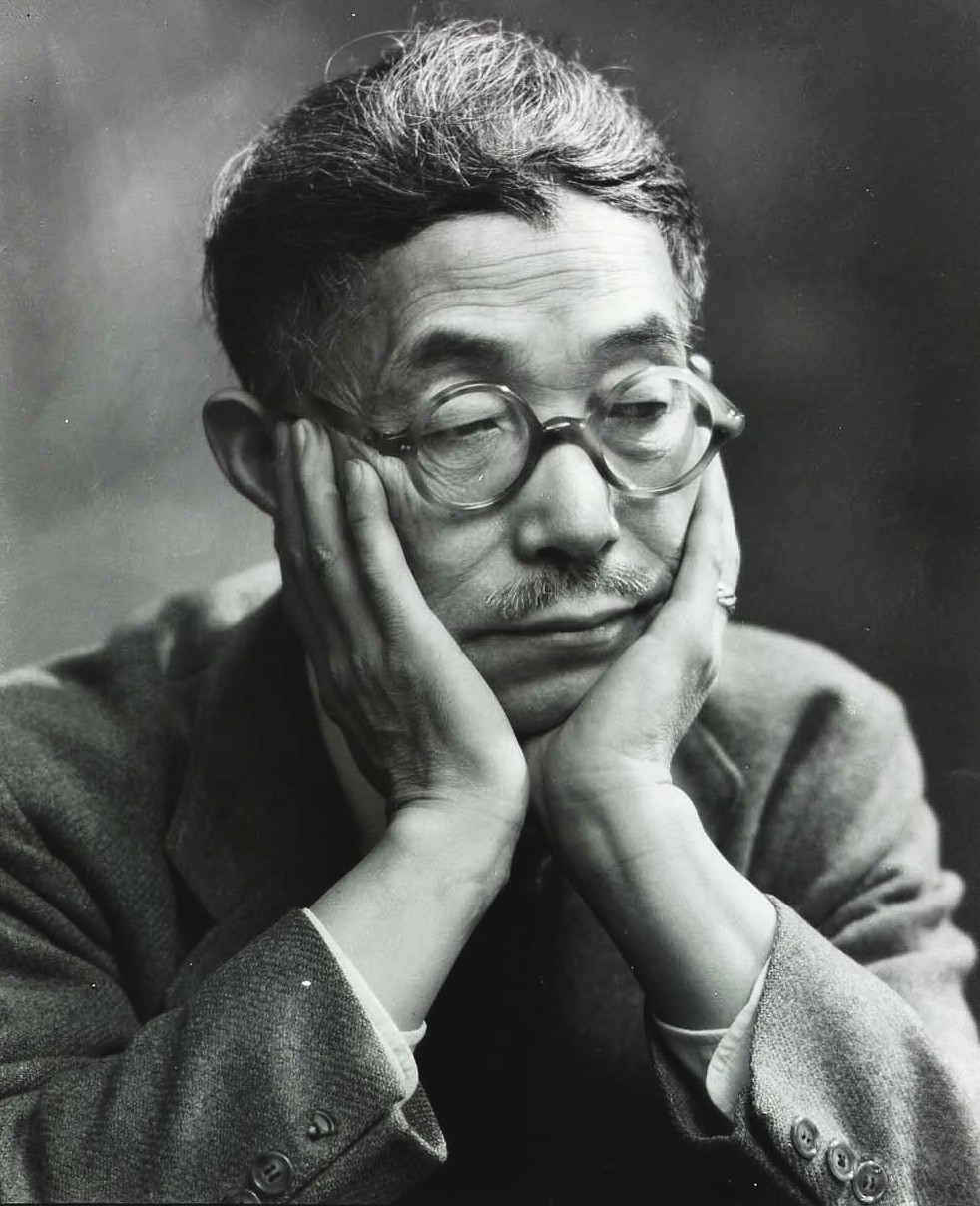
صورة لياسو كونيوشي مِن أرشيف الفن الأمريكي.
الميلاد: عام 1889 في أوكاياما، اليابان.
الوفاة: عام 1953 (63-64 سنة) في مدينة نيويورك.
الجنسية: أمريكي.
التعليم: مدرسة لوس أنجلوس للتصاميم والفنون، جامعة طلاّب الفنون في نيويورك.
سبب الشهرة:الفنون التشكيلية، الطباعة الفنية (النقش)، الطباعة الحجرية.
زوجته: سارا مازو.
جوائز: زمالة غوغنهايم.

ياسو كونيوشي (باليابانية: 国吉 康雄 كونيوشي ياسو، ولِد في 1 سبتمبر عام 1889 – توفي في 14 مايو عام 1953) كان فنان تشكيلي ومصوّر وطباّع فني أمريكي.

## حياته
ولِد كونيوشي في مدينة أوكاياما في اليابان عام 1889، قرر عدم الالتِحاق بالمدرسة العسكرية في اليابان ليهاجِر إلى أمريكا عام 1906، عندها كان مُراد كونيوشي بالأساس هو دراسة اللغة الإنجليزية ثم العودة إلى اليابان للعمل كمُترجِم. عاش لفترة وجيزة في سياتل قبل التِحاقِه بمدرسة لوس أنجلوس للتصاميم والفنون، فقضى كونيوشي ثلاثة سنوات في لوس أنجلوس واكتشف شغفه بالفنون، وانتقل بعدها إلى مدينة نيويورك ليبدأ مسيرته كفنان. دَرس كونيوشي في الأكاديمية الوطنية والمدرسة المستقلة في مدينة نيويورك لفترة وجيزة، ثم بدأ يدرس في جامعة نيويورك لطلّاب الفنون تحت إشراف كينيث هايس ميلير. تزوج زوجته الأولى كاثرين شميت التي خسرت جنسيتها الأمريكية بسبب ارتِباطِها بكونيوشي الذي كان غير مؤهلاً للحصول على الجنسية الأمريكية. بدأ بعدها بتعليم الفن في جامعة نيويورك لطلّاب الفن في منطقة وودستك في مدينة نيويورك، وكان من بين طلابِه الفنانَين نان لوري وآيرين كروقنام. بنى كونيشي منزلاً واستوديو خاص بِه في طريق أوهايو الجبلي في منطقة وودستك في عام 1930، وكان عضواً فعالاً في المجتمع الفني هناك لما تبقى مِن حياتِه، وكان طالِبُه آن هيليوف يأتي لوودستك ليعمل معه هناك.

كان كونيوشي محباً ومنتمياً لوطنِه ويعتبر نفسه أمريكياً على الرغم مِن كونِه مغترباً، ولكنه لم يتمكن من الحصول على جنسيته الأمريكية بسبب قوانين الهجرة القاسية. أعلن كونيوشي ولاءهُ وانتماءه كفنان دِعائي للولايات المتحدة خلال الحرب العالمية الثانية.

مُنِح كونيوشي جائزة زمالة غوغنهايم في عام 1935، كما كان عضوَ شرف في الأكاديمية الأمريكية للفنون والآداب، ورئيساً لرابِطة الإنصاف للفنانين. أصبَح كونيوشي أول فنان على قيد الحياة يحظى بمعرض لمقارنة الأعمال القديمة بالجديدة في متحف ويتني للفنون الأمريكية في عام 1948، وعَرضَ أعماله في بينالي البندقية في عام 1952.

أُصيبَ كونيوشي بمرض السرطان في بداية الخمسينات، وأنهى مسيرته الفنية بمجموعة مِن الرسومات السوداء والبيضاء التي رسمها باستِخدام الحبر الياباني التقليدي.

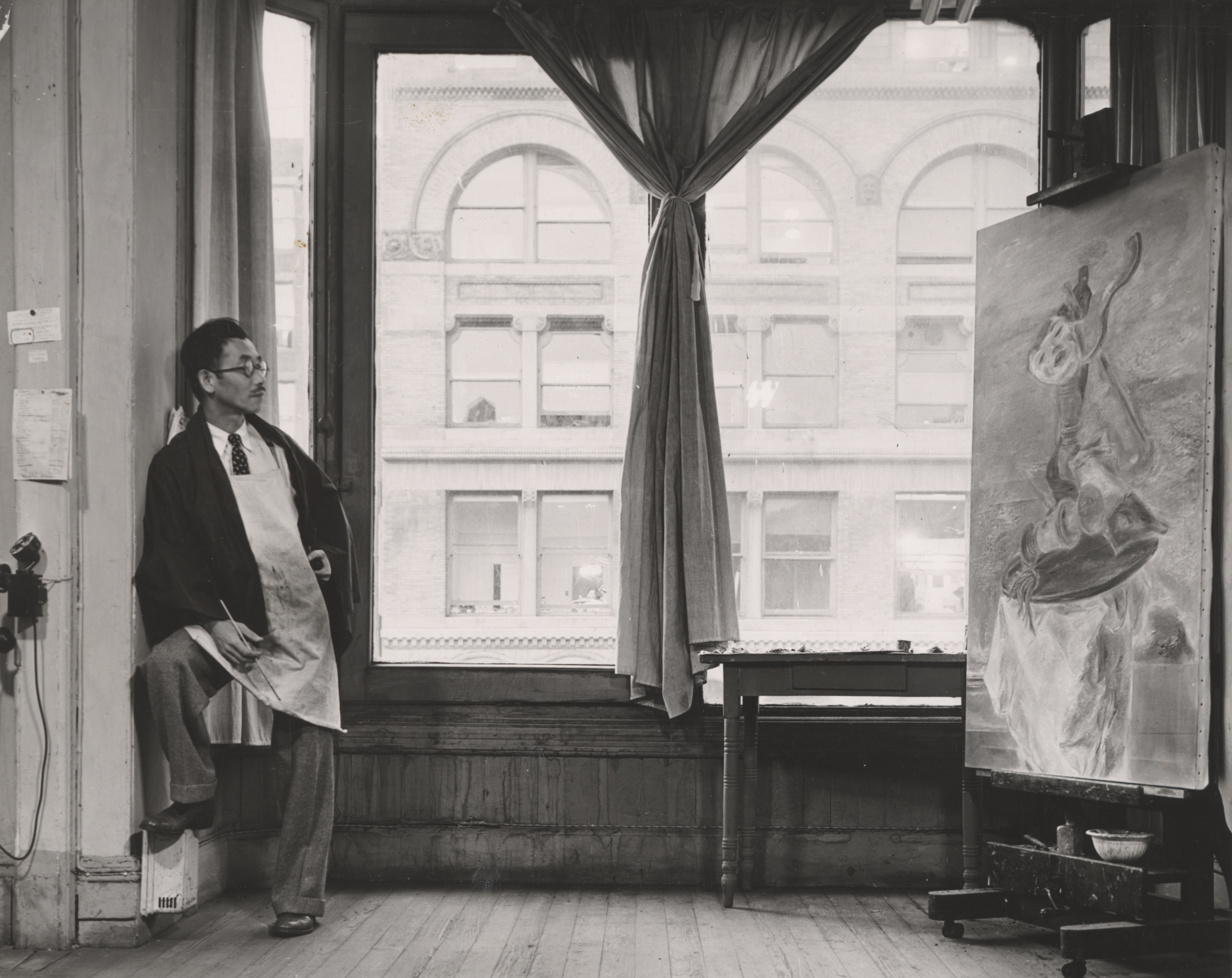
كونيوشي وهو يعمل على لوحتِه "Upside Down Table and Mask" في الاستديو الخاص بِه بالقرب مِن مربع الاتِحاد في شارع الـ14 في مدينة نيويورك.

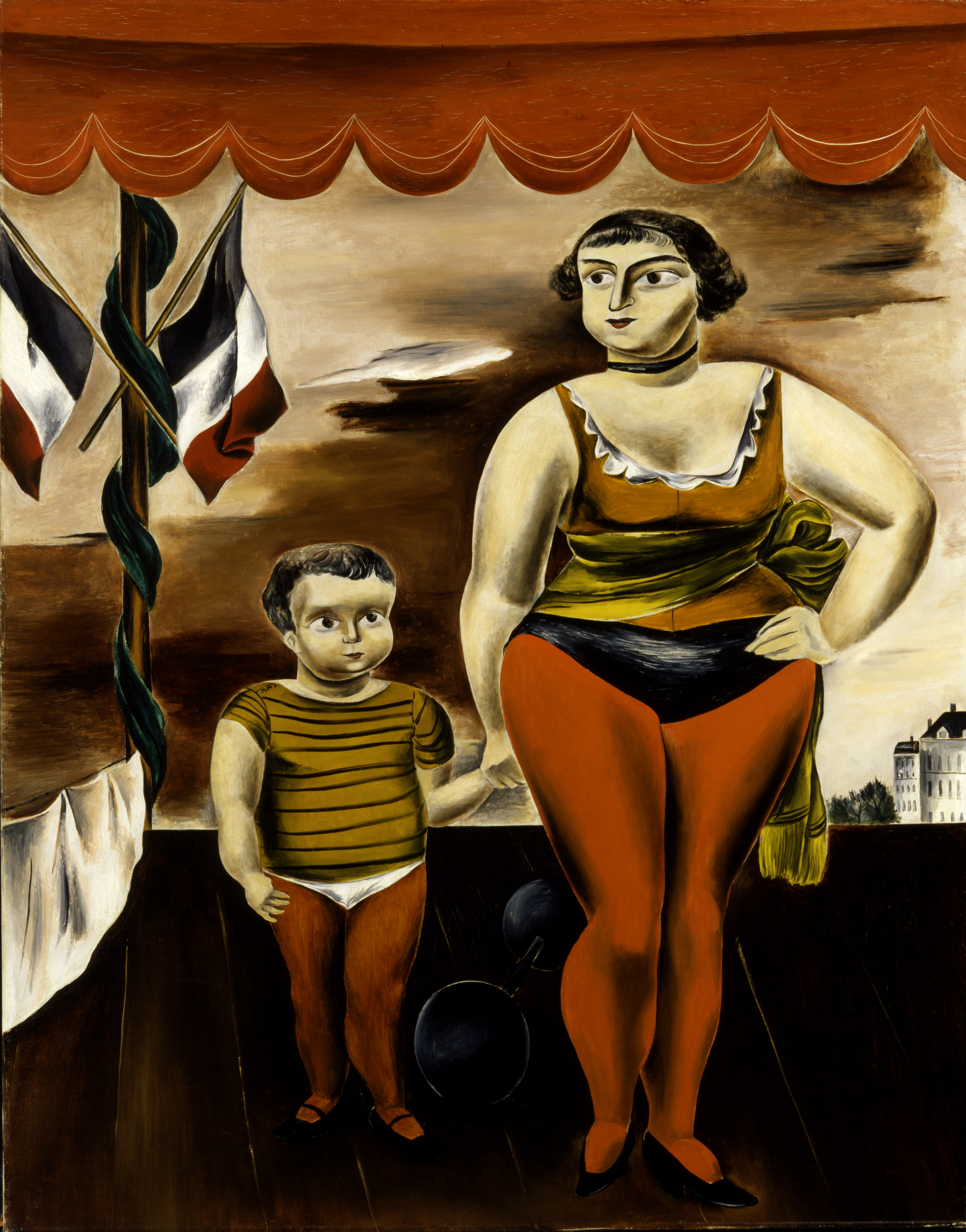
لوحة (Strong Woman and Child (1925 في متحف سميثسونيان الأمريكي للفنون.

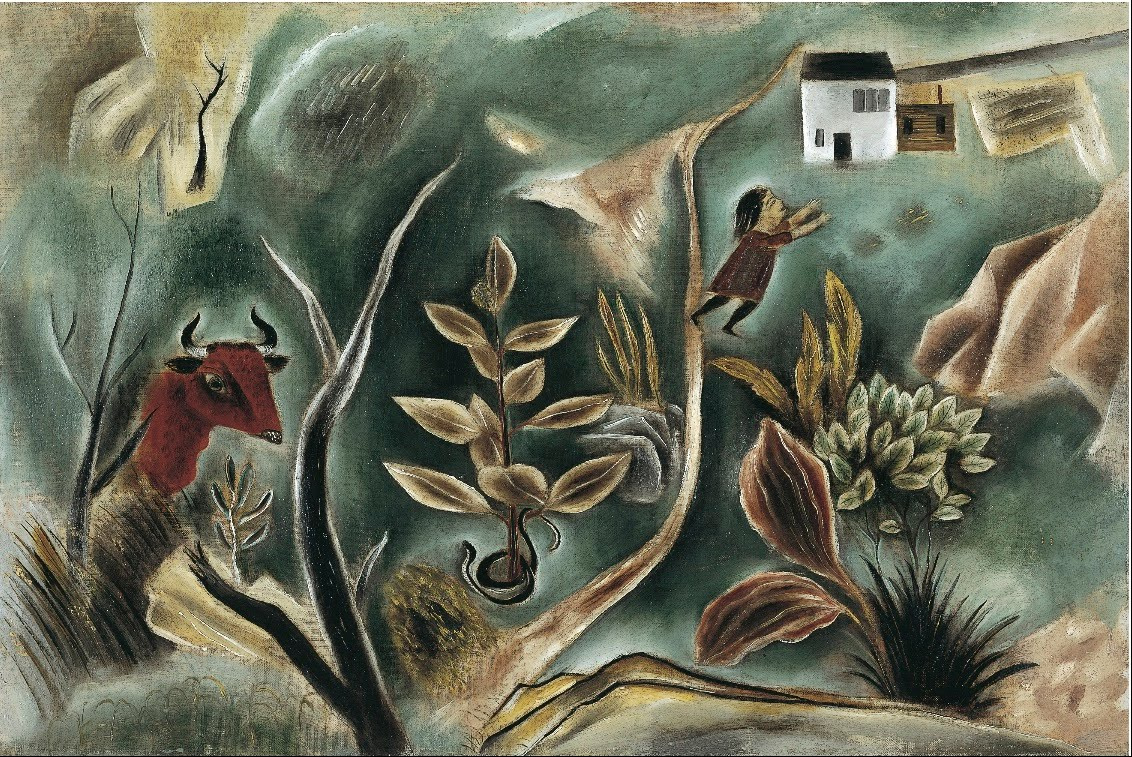
لوحة (Dream (1922 في متحف بيردجستون للفنون، توكيو.

## الفن

### الطِباعة الفنية
عرَّف كينيث هايس ميلير كونيوشي بالطباعة الفنية النقشية، وصَنع ما يُقارِب ال45 مطبوعة بين عامي 1916 و 1918، كما تعلَّم الطباعة الحجرية الزنكية وأتقنها في عام 1922.

### الفنون التشكيلية
عُرِفَ كونيوشي أيضاً بلوحاتِه الطبيعية الصامِتة لمجسمات شائِعة، والتشخيصية كلوحة لامرأة مؤدية في السيرك أو لوحات في مجال العُري التشخيصي. مرّت مسيرة كونيوشي الفنية بعِدَّة تغييرات مِن ناحية الأساليب والمواضيع التي يُركز عليها، فرسم كونيوشي لوحات على شكل زوايا مشابهة للأسلوب التكعيبي في فترة العشرينات، والتي اتخذت مستوى مائل مما سمح له برسم أدق التفاصيل لكل جزء مِن لوحاتِه. من الممكن ملاحظة استخدام كونيوشي للزاوية التكعيبية في لوحتِه "Little Joe With Cow" (1923). اعتاد كونيوشي أن يرسُم مُتبعاً نمط التفكير الياباني نحو الفن في بداياتِه، فكان يعتمِد على مزيجٍ مِن ذاكِرتِه وخيالِه، فبدلاً مِن الرسم مِن الحياة الواقِعية كالأسلوب الغربي، يميل الفنانين اليابانيين التقليديين إلى رسم التَصور المثالي لموضوع ما، واستخدموا الحِبر على أوراق الحرير أو الأرز، فدمج كونيوشي ذلِك بالرسم الغربي باستِخدامِه لألوان غامِقة زيتية على لوحة رسم. كانت رسوماته في تلك الفترة بوادراً لاكتِمال أسلوبه الناضج، والذي رأيناه فيما بعد في فترة الثلاثينات.

رسمَ كونيوشي لوحته "Circus Girl Resting" في عام 1925 بعد زيارتِه لباريس، حيثُ رسمَ فيها امرأة استفزازية ذات هيئة ضخمة مشابهة للمرأة في لوحة Strong Woman and Child. قامت وزارة الخارجية الأمريكية بشراء اللوحة وإضافتِها إلى معرض الفنون الأمريكي المتقدم بجانب فنانين معروفين بالفن الحديث كأوكيف وإدوارد هوبر، ولكن تم إغلاق المعرض بسبب النفور مِن الفن الحديث، وتلقت اللوحة انتقادات لاذِعة مِن الرئيس الأمريكي هاري ترومان بإشارتِه إلى غرابة الهيئة دون ذِكر طبيعتها الاستِفزازية.

انتقل كونيوشي للرسم مِن الحياة الواقِعية بدلاً مِن الاعتماد على ذاكِرتِه في الثلاثينات، حصل هذا التغيير بعد اطِّلاعِه على الفن الفرنسي الحديث في زيارتِه إلى أوروبا في عامي 1925 و 1928. قال قودرينتش بأن كونيوشي قضى معظم وقتِه في باريس مع صديقِه جوليس باسكين في عام 1928، وبأنه أدرك خلال تلك الفترة أن فنَّه قد فقدَ نضارته. تمكن كونيوشي مِن إنعاش لوحاتِه عن طريق الرسم مِن الحياة الواقِعية ودمجِ الرسم المنظوري فيها، يُمكِن ملاحظة هذا التغيير في أسلوبِه في لوحتِه (Daily News (1935، ففي هذِه اللوحة يظهر بأن المرأة الجالِسة على الكرسي تشغل حيزاً في الغرفة، على عكس ظهور المجسمات بشكل مسطح كما في لوحة Little Joe with Cow، فاستبدلَ الزوايا الحادة بـخطوط ناعمة مع الاستِمرار باستِخدام الألوان غامقة.

ظَهرت مجموعة كونيوشي الفنية "Artificial Flowers and Other Things" في معرض بينيال الثاني للوحات الأمريكية المُعاصِرة لمتحف ويتني للفنون الأمريكية (7 نوفمبر عام 1934 – 10 جانيوري عام 1935) والذي تضمَّن أعمال الفنان الياباني الأمريكي هيديو نودا.

لم يتخلى كونيوشي بشكل كامِل عن الرسم مِن ذاكرته ومخيلتِه، حتى في اللوحات التي تظهر النساء فيها بكامِل أجسامهن وتحظى بحضور واقعي كالمرأة في لوحة Daily News. قال قودرينتش بأن كونيوشي لم يعمل مع عارِضات طوال عملية الرسم، بل كان يعتمد على العارِضة في المراحِل الأولى للرسم والتي قد تستغرق أسبوعاً، ثم يُكمِل معتمِداً على ذاكرته ليُجري التعديلات التي يراها مُناسبة. كما ذُكر سابِقاً، كانت الرغبة في رسم التصور المثالي للموضوع منتشرة في الفن الياباني، بينما يميل الفن الغربي إلى الاستِنارة بالشكل الحقيقي والواقعي للأشياء.

## الحياة الشخصية
تزوج من زوجته الأولى كاثرين شميدت، التي فقدت جنسيتها الأمريكية في عام 1919 بسبب علاقتها بكونيوشي الذي لم يكن مؤهلاً للحصول على الجنسية الأمريكية. انفصلا في عام 1932.
تزوج فيما بعد من سارة مازو عام 1935.
على الرغم من أن كونيوشي كان يُنظر إليه على أنه مهاجر، إلا أنه كان وطنيًا للغاية وعرّف عن نفسه بأنه أمريكي. ولم يحصل قط على جنسيته بسبب قوانين الهجرة القاسية. خلال الحرب العالمية الثانية، أعلن ولائه ووطنيته كفنان دعاية للولايات المتحدة. وشمل ذلك عددًا من الملصقات الدعائية المناهضة لليابان.

## مواضيع مشابهة
المقاومة اليابانية لامبراطورية اليابان (1937-1945).

## مصادِر
• «مقدمة» للوليد قودريتش (1969)، معرض إعاري خاص لمقارنة الأعمال القديمة بالجديدة لياسو كونيوشي 1893-1953، غينزفيل في فلوريدا: معرض الجامعة-جامعة فلوريدا.

• توم وولف (2008)، «طرف جبل الجليد: الفنانين الأمريكيين الآسيويين قديماً في نيويورك»، تاريخ الفن الآسيوي 1850-1970، ستانفورد في كاليفورنيا: مطبعة جامعة ستانفورد، الصفحات 83-109.

• شيبو وانق (2011)، «لتُصبِح مواطناً أمريكياً، الفن وأزمة الهوية لدى ياسو كونيوشي»، هونولولو في هاواي: جامعة هاواي.

• ياسو كونيوشي 1889-1953: معرض لمقارنة الأعمال القديمة بالجديدة، أوستين في تيكساس: جامعة تيكساس في أوستين عام 1975.

• كِتاب شيبو وانق «لتصبِح مواطناً أمريكياً؟: تفاوض الهوية الآسيوية مِن خلال فن ياسو كونيوشي.»

## روابط خارجية
- ياسو كونيوشي على موقع الموسوعة البريطانية (الإنجليزية)
- ياسو كونيوشي على موقع ديسكوغز (الإنجليزية)
- ياسو كونيوشي على موقع أوليمبيديا (الإنجليزية)

• "الرحلة الفنية لياسو كونيوشي، متحف سميثونيان للفن الأمريكي، أبريل 2 - أوقست 29 2015. معرض أونلاين. 

• وانق/لتُصبح مواطناً أمريكياً؟ (بي دي إف)، مطبعة جامعة هاواي عام 2011.

• ياسو كونيوشي (موسوعة دينشو). تم استعادتها في 29 أكتوبر عام 2014.

• «بين عالمين: الثقافة الشعبية والهوية والفن الأمريكي لياسو كونيوشي»، (بي دي إف)، جامعة باروتش.

• مستندات ياسو كونيوشي 1906-2013، أرشيفات الفن الأمريكي.

• فنان ومعلِّم ومنظِّم: ياسو كونيوشي في أرشيفات الفن الأمريكي.

• مستندات ياسو كونيوشي الإلكترونية في أرشيفات سميثسونيان للفن الأمريكي.

• متحف ياسو كونيوشي، في أوكاياما (باللغة اليابانية). 

• «ياسو كونيوشي: بين عالمين» لأندرو كونتي في موقع Wayback Machine (تمت أرشفة المقالة في أكتوبر 12 عام 2007)، كما تمت أرشفتها في المجلة اليابانية Metropolis مِن قبل archive.org في الثاني عشر مِن أكتوبر عام 2007. 

• قائمة الاتحاد لأسماء الفنانين، بعنوان «ياسو كونيوشي». تم تسجيله في 2 جون عام 2006. 

• لوحة [Maine Family [1، مجموعة فيليبس في واشنطن.

•	لوحة [Thinking Ahead [2، مجموعة فيليبس في واشنطن.